# Avenue Maurice Maeterlinck (Bruxelles)
Pour les articles homonymes, voir Avenue Maurice Maeterlinck et Maeterlinck.
L'avenue Maurice Maeterlinck (en néerlandais : Maurice Maeterlincklaan) est une avenue bruxelloise de la commune de Schaerbeek qui va de l'avenue Huart Hamoir au carrefour formé par l'avenue Zénobe Gramme et l'avenue Georges Eekhoud en passant par la rue Anatole France et est prolongée par la rue Chaumontel en direction d'Evere.

## Histoire et description
Cette avenue porte le nom d'un écrivain belge d'expression française, Maurice Maeterlinck, né à Gand le 29 août 1862 et décédé à Nice le 5 mai 1949.
La numérotation des habitations va de 3 à 75 pour le côté impair et de 2 à 94 pour le côté pair.

## Adresses notables
- no 2 : Sasasa (école d'Arts)